# Ngột Am Phổ Ninh
Ngột Am Phổ Ninh (zh. wūān pǔníng 兀菴普寧, ja. gottan funei), 1197-1276, là một vị Thiền sư Trung Quốc thuộc tông Lâm Tế hệ phái Dương Kì. Sư nối pháp thiền sư Vô Chuẩn Sư Phạm.
Sư được Thiền sư Lan Khê Đạo Long khuyến khích sang Nhật năm 1260. Trước tiên, sư đến Kinh Đô (kyōto) và một thời gian trụ trì chùa Kiến Trường (kenchōji) theo lời mời của Tướng quân Bắc Điều Thời Lại (ja. shōgun hōjō tokiyori). Sư cũng hướng dẫn vị Tướng quân này trên con đường tu thiền và vị này sau cũng được sư ấn khả. Sau đó sư trở về Trung Quốc và tịch tại đây.